# 普伊萬山 (查文德萬塔爾區)
9°37′59″S 77°14′45″W / 9.63306°S 77.24583°W
普伊萬山（Puyhuan），是秘魯的山峰，位於該國北部安卡什大區，由瓦里省的查文德萬塔爾區負責管轄，屬於布蘭卡山脈的一部分，海拔高度4,980米。